# The Messenger – Seltsame Botschaften
The Messenger – Seltsame Botschaften ist eine australische Fernsehserie, die auf dem gleichnamigen Roman (im deutschen Der Joker) von Markus Zusak basiert. Die achtteilige Serie wurde erstmals am 14. Mai 2023 auf dem Fernsehsender ABC ausgestrahlt.

## Handlung
Der 19-jährige Taxifahrer Ed Kennedy wird zum lokalen Helden, nachdem er zufällig einen Überfall auf einen Spirituosenladen verhindert. Kurz darauf erhält er eine mysteriöse Spielkarte – ein Ass – mit handgeschriebenen Adressen und Uhrzeiten. Diese Karten führen ihn zu unterschiedlichen Menschen, denen er auf teils ungewöhnliche Weise helfen soll. Ed begibt sich auf eine rätselhafte Reise, die nicht nur das Leben der Empfänger, sondern auch sein eigenes verändert.

## Besetzung
- William McKenna als Ed Kennedy
- Alexandra Jensen als Audrey Singer
- Chris Alosio als Marv Leota
- Kartanya Maynard als Ritchie Moran
- Maggie Dence als Milla Roseby
- Justin Smith als Sergeant Hal Kaine
- Guy Edmonds als Gavin Rose

## Produktion
Die Serie wurde im Mai 2022 angekündigt und war Teil des ABC-Programms zum 90-jährigen Jubiläum. Produziert wurde sie von Lingo Pictures in Zusammenarbeit mit FabFiction, einer Koproduktionsinitiative deutscher öffentlich-rechtlicher Sender. Die Dreharbeiten begannen im Juni 2022. Markus Zusak, Autor der Romanvorlage, war als Executive Producer beteiligt und gab dem Kreativteam große Freiheiten in der Umsetzung.

## Ausstrahlung
Die Serie umfasst acht Episoden, die vom 14. Mai bis zum 2. Juli 2023 in Australien ausgestrahlt wurden und am 14. Mai als Stream veröffentlicht wurden.

## Episodenliste
| Nr. | Deutscher Titel                | Originaltitel | Erstausstrahlung AUS | Deutschsprachige Erstausstrahlung (D) | Regie           | Drehbuch                                   |
| --- | ------------------------------ | ------------- | -------------------- | ------------------------------------- | --------------- | ------------------------------------------ |
| 1   | Karo Ass                       | Episode 1     | 14. Mai 2023         | 17. Nov. 2023                         | Daniel Nettheim | Sarah Lambert, Kirsty Fisher, Markus Zusak |
| 2   | Eds Bestimmung                 | Episode 2     | 14. Mai 2023         | 17. Nov. 2023                         | Daniel Nettheim | Sarah Lambert, Kirsty Fisher, Markus Zusak |
| 3   | Stones of Home                 | Episode 3     | 14. Mai 2023         | 17. Nov. 2023                         | Helena Brooks   | Kirsty Fisher, Markus Zusak                |
| 4   | Ungleiche Brüder               | Episode 4     | 14. Mai 2023         | 17. Nov. 2023                         | Kim Wilson      | Kirsty Fisher, Markus Zusak                |
| 5   | Die Karten-Gang                | Episode 5     | 14. Mai 2023         | 17. Nov. 2023                         | Jennifer Leacey | Magda Wozniak, Markus Zusak                |
| 6   | Frohe Weihnachten!             | Episode 6     | 14. Mai 2023         | 17. Nov. 2023                         | Jennifer Leacey | Kirsty Fisher, Markus Zusak                |
| 7   | Das Finale                     | Episode 7     | 14. Mai 2023         | 17. Nov. 2023                         | Daniel Nettheim | Kim Wilson, Markus Zusak                   |
| 8   | Die Karten werden neu gemischt | Episode 8     | 14. Mai 2023         | 17. Nov. 2023                         | Daniel Nettheim | Sarah Lambert, Markus Zusak                |

## Rezeption
Die Serie erhielt gemischte Kritiken. Die Darsteller wurden allgemein gelobt, während das Drehbuch und die Handlung teils kritisiert wurden.